# Browning (Wisconsin)
Browning es un municipio del condado de Taylor, Wisconsin, Estados Unidos. Tiene una población estimada, a mediados de 2023, de 915 habitantes.

## Geografía
Está ubicado en las coordenadas 45°09′16″N 90°13′11″O / 45.15444, -90.21972 (45.15441, -90.219765). Según la Oficina del Censo, tiene una superficie total de 94.46 km², de los cuales 94.43 km² corresponden a tierra firme y 0.03 km² están cubiertos de agua.

## Demografía
Según el censo de 2020, en ese momento había 910 personas residiendo en la zona. La densidad de población era de 9.6 hab./km². El 93.30% de los habitantes eran blancos, el 0.33% eran amerindios, el 0.44% eran asiáticos, el 4.62% eran de otras razas y el 1.32% son de una mezcla de razas. Del total de la población, el 6.48% eran hispanos o latinos de cualquier raza.